# Kazimierza Wielka
Kazimierza Wielka är en stad i Święty Krzyż vojvodskap i Polen. Staden har en yta på 5,33 km2, och den hade 5 725 invånare år 2014.